# Крум Василчев
Крум Стоянов Василчев е български политик от Българската комунистическа партия и спортен деец.

## Биография
Роден е на 14 август 1937 г. в петричкото село Кромидово. През 1961 г. завършва ВИИ „Карл Маркс“. Между 1961 и 1968 г. последователно завежда отдел и е секретар и първи секретар на Окръжния комитет на ДКМС в Благоевград. От 1968 до 1977 г. е секретар на ЦК на ДКМС и едновременно с това първи заместник-председател на Комитета за младежта и спорта. От 25 април 1971 до 5 април 1986 г. е кандидат-член на ЦК на БКП. През 1977 г. е назначен за първи заместник-председател на Бюрото на Централния съвет на БСФС. В периода 19 юли 1979 – 13 април 1982 г. е председател на Бюрото на Българския спортен футболен съюз. Василчев е избран от секретаря на ЦК на БКП Петър Дюлгеров по линия на тяхната работа като политически функционери в Благоевград. През 1981 г. Василчев като кандидат-член на ЦК на БКП успява да убеди останалите членове на Централния комитет български футболисти да излизат в чужбина да играят за западни отбори, но при условие заплатата им да не надминава тази на българския посланик в съответната страна, т.е. около 900 долара. Разликата в заплатата на футболиста над тази сума отива в полза на българската хазна. Сред първите пуснати играчи са Петко Петков от Берое (Стара Загора) и Чавдар Цветков от Славия. През 1982 г. е освободен от поста и избран за първи заместник-председател на ЦС на БСФС. На този пост остава до 1989 г. След това става директор на Управление „Спортни имоти“.